# Бутлар
Бутлар (њем. Buttlar) општина је у њемачкој савезној држави Тирингија. Једно је од 61 општинског средишта округа Вартбург. Према процјени из 2010. у општини је живјело 1.406 становника. Посједује регионалну шифру (AGS) 16063011.

## Географски и демографски подаци
Бутлар се налази у савезној држави Тирингија у округу Вартбург. Општина се налази на надморској висини од 260 метара. Површина општине износи 21,3 km². У самом мјесту је, према процјени из 2010. године, живјело 1.406 становника. Просјечна густина становништва износи 66 становника/km².